# Ryticaryum racemosum
Ryticaryum racemosum är en tvåhjärtbladig växtart som beskrevs av Odoardo Beccari. Ryticaryum racemosum ingår i släktet Ryticaryum och familjen Icacinaceae. Inga underarter finns listade i Catalogue of Life.